# Cutremurul din L'Aquila (2009)

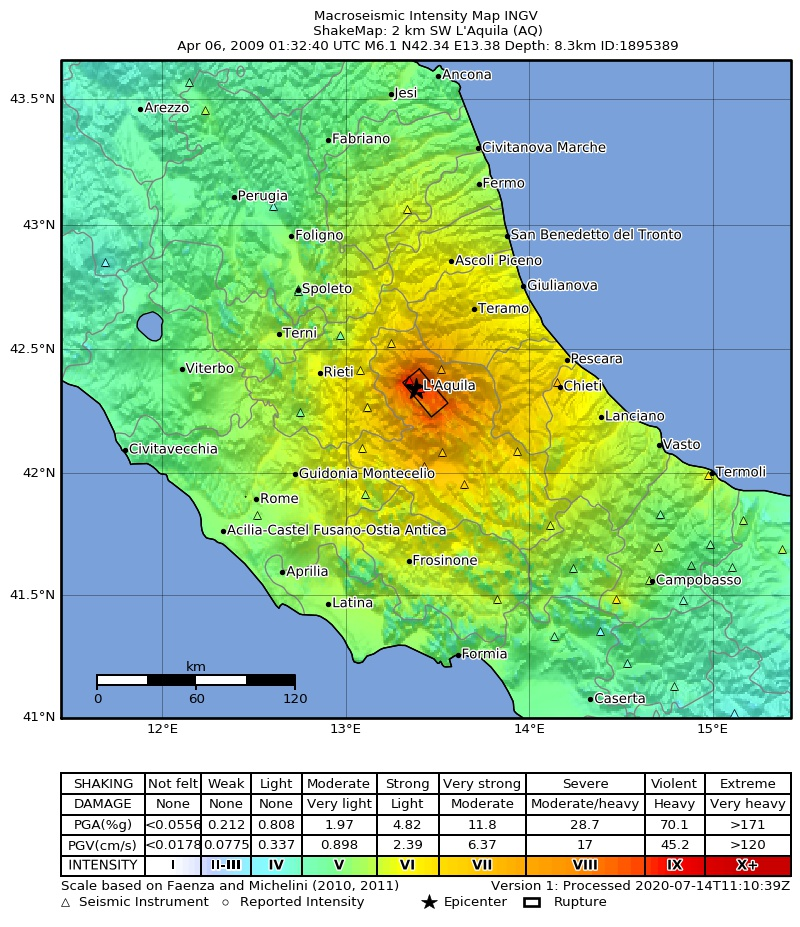
Epicentrul cutremurului din 6 aprilie 2009

În data de 6 aprilie 2009 la ora 01:32:39 GMT (03:32:39 CEST, 04:32:39 EEST - ora României) a avut loc un cutremur devastator care a zguduit centrul Italiei, în special orașul L'Aquila cu magnitudinea de 6,3 grade pe scara magnitudinii de moment. Epicentrul său a fost în Italia centrală, la coordonatele 42°25′N 13°24′E / 42.417°N 13.400°E lângă L'Aquila. Cutremurul este considerat cel mai grav înregistrat în Italia în ultimii zece ani. După cutremur au fost înregistrate circa 280 de replici, unele cu magnitudinea de moment 6,2 și al căror hipocentru a fost localizat în zona L'Aquila.

## Cauze
Cutremurul e probabil să fi fost cauzat de mișcări în falia care se întinde de-a lungul Munților Apenini de la nord la sud, deși există o faile mai mică, pe direcția est-vest, care cauzează adesea cutremure minore. Aceste falii sunt influențate de mișcările plăcilor tectonice europeană și africană, într-un sistem complex care include și micro plăci, precum cea adriatică. Cutremurul a avut loc la ora locală 3:32 (1:32 GMT) la adâncimea relativ mică de 10 km. Epicentrul s-a situat la 42.423°N, 13.395°E, la aproximativ 90 de km nord-vest de Roma, în localitatea Paganica de lângă orașul L'Aquila. Cutremurul a avut o intensitate de 6,3 pe scara magnitudinii de moment.

## Istoric

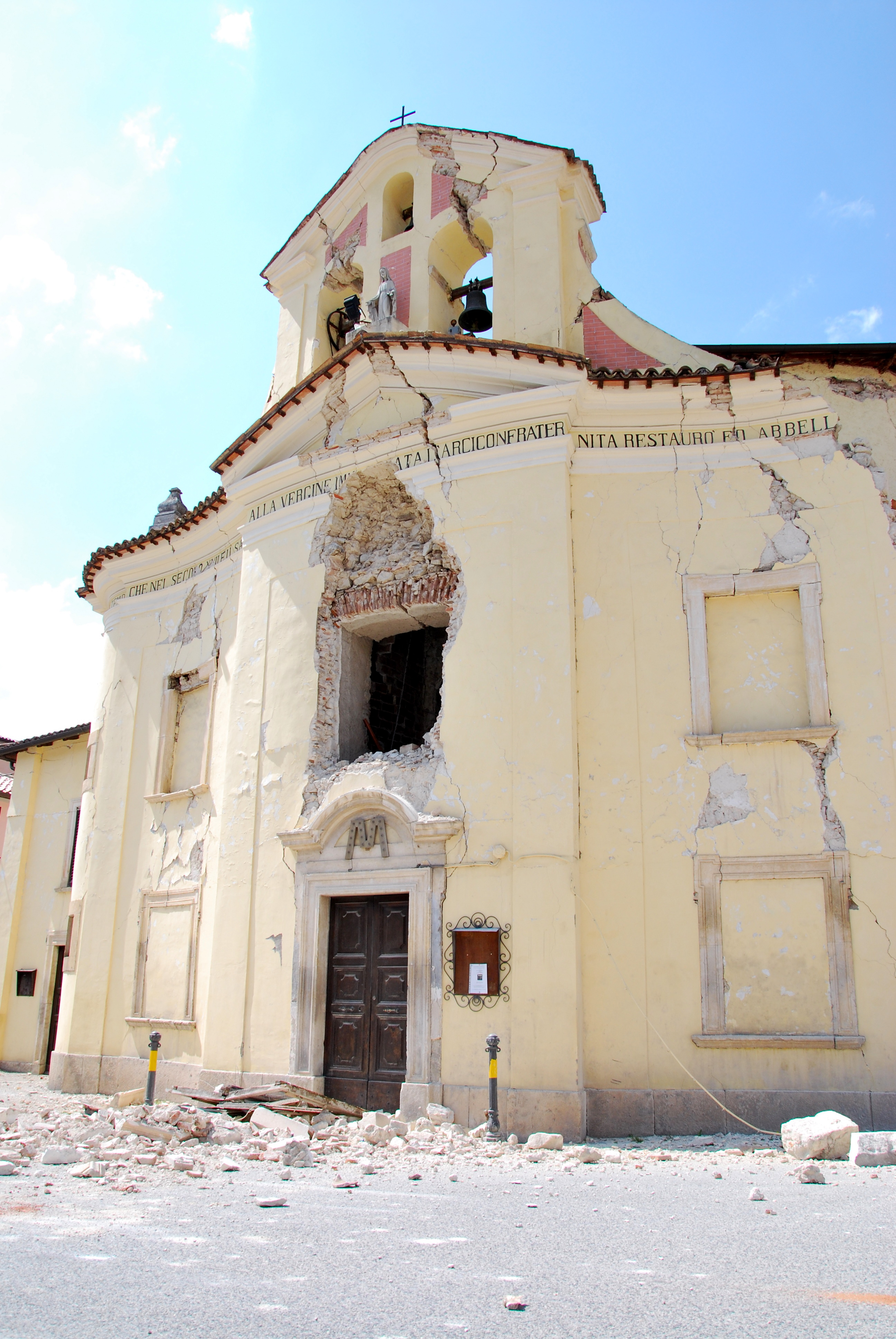
Biserica Sfânta Maria din Paganica, avariată de cutremurul din 2009

În Italia se produc adesea cutremure, dar de obicei fără pierderi de vieți omenești. Ultimul mare seism a fost cel din 2002 de la Molise, care a înregistrat 5.9 pe scara magnitudinii de moment și a ucis peste de 25 de oameni, fiind cel mai devastator din acest punct de vedere din ultimii 20 de ani. Istoria orașului L'Aquila este marcată de seisme; orașul a mai fost afectat de cutremure în 1315, 1349, 1452, 1501, 1646, 1703 și 1706.

## Efecte
Cutremurul a determinat prăbușirea majorității clădirilor medievale din centrul istoric, între care numeroase biserici, monumente în stil baroc și un castel construit în secolul al XV-lea. Sunt aproape 200 de morți, iar zeci de mii de oameni (estimări, 70000) au rămas fără adăpost. Bilanțul provizoriu indică peste 1500 de răniți, 180 de morți și zeci de dispăruți. Printre victime se numără și 5 români.
Cutremurul a lovit și alte localități din apropiere, în satul Onna de lângă L'Aquila pompierii au scos de sub dărâmături 39 de morți din populația de 250 de persoane a localității.

### Lista localităților afectate
| Localitate                | Provincie     | Regiune | Daune | Victime |
| ------------------------- | ------------- | ------- | --- | ------- |
| Ascoli Piceno             | Ascoli Piceno | Marche  | Biserica Santa Maria della Carità din centrul istoric ușor avariată. | -       |
| Avezzano                  | L'Aquila      | Abruzzo | Câteva case distruse. | -       |
| Brittoli                  | Pescara       | Abruzzo | Câteva case avariate. | -       |
| Civitella Casanova        | Pescara       | Abruzzo | Câteva case avariate la Vestea și avarierea turnului bisericii. | -       |
| Castelvecchio Calvisio    | L'Aquila      | Abruzzo | Prăbușirea unor case. | -       |
| Farindola                 | Pescara       | Abruzzo | Câteva case avariate, deteriorarea școlii. | -       |
| Fossa                     | L'Aquila      | Abruzzo | Clădiri avariate și prăbușite. | 2       |
| Goriano Sicoli            | L'Aquila      | Abruzzo | Prăbușirea școlii și avarierea bisericii Santa Gemma. | -       |
| L'Aquila                  | L'Aquila      | Abruzzo | Avarii serioase =în centrul istoric, prăbușirea unor clădiri, a transeptului bazilicii Santa Maria di Collemaggio, a unei părți din transeptul Domului dell'Aquila,, cupola bisericii Anime Sante, turnul, campanila și absida bazilicii San Bernardino, cupola bisericii Sant'Agostino. De asemenea, prăbușirea unei părți din fațade campanilei bisericii San Pietro di Coppito și mari avarii la biserica Santa Maria Paganica. Prăbușirea Casei Studenților. Prăbușirea unor clădiri ale prefecturii care adăposteau arhivele statului, a hotelului „Ducele de Abruzzi”. Mari avarii la Universitatea din L'Aquila și la spitalul San Salvatore. Avarierea unor clădiri din satele Tempera și Camarda. | 15      |
| Ocre                      | L'Aquila      | Abruzzo | Prăbușirea unor părți ale Castelului Ocre. | -       |
| Onna                      | L'Aquila      | Abruzzo | 50% din clădiri s-au prăbușit și celelalte sunt avariate. Podul peste Aterno-Pescara s-a prăbușit. | 37      |
| Paganica                  | L'Aquila      | Abruzzo | Prăbușirea unor edificii. | 6       |
| Poggio Picenze            | L'Aquila      | Abruzzo | Prăbușirea unor edificii în centrul istoric. | 5       |
| Roma                      | Roma          | Lazio   | Avarierea Termelor lui Caracalla, a unui condominiu și a unei școli. | -       |
| Rocca di Cambio           | L'Aquila      | Abruzzo | Sute de case avariate. | -       |
| San Demetrio ne' Vestini  | L'Aquila      | Abruzzo | Clădiri prăbușite sau avariate. | -       |
| San Gregorio              | L'Aquila      | Abruzzo | Clădiri prăbușite. | 5       |
| San Pio delle Camere      | L'Aquila      | Abruzzo | Avarierea pereților bisericii din Castelnuovo. | 5       |
| Santo Stefano di Sessanio | L'Aquila      | Abruzzo | Avarierea unor clădiri istorice. Prăbușirea unui turn. | -       |
| Sulmona                   | L'Aquila      | Abruzzo | Avarii relativ mici (nu la structură) a unor clădiri. | -       |
| Teramo                    | Teramo        | Abruzzo | Câteva clădiri avariate și prăbușirea parțială a turnului bisericii Spirito Santo. | -       |
| Totani                    | L'Aquila      | Abruzzo | - | 1       |
| Tornimparte               | L'Aquila      | Abruzzo | - | 1       |
| Villa Sant'Angelo         | L'Aquila      | Abruzzo | Prăbușirea a 90% din clădiri. | 8       |

## Măsuri
Pentru înlăturarea urmărilor cutremurului, la L'Aquila s-a înființat un centru de coordonare a ajutoarelor. Premierul Silvio Berlusconi a decretat starea de urgență și a anunțat că pentru început au fost deblocați 30 de milioane de euro. Ministrul Infrastructurii, Altero Matteoli, a estimat că pentru reconstrucția clădirilor și a locuințelor private vor fi necesare 1,3 miliarde de euro. Peste 35 de țări s-au oferit să trimită ajutor Italiei. 
Persoanele rămase fără adăpost au fost plasate în barăci, săli de sport și corturi amplasate pe stadioane. Mulți dintre cei ale căror locuințe s-au dărâmat au plecat din regiune, refugiindu-se la rude sau prieteni.